# Premio Heiner Carow
Il Premio Heiner Carow (Heiner-Carow-Preis) è un premio assegnato a partire dal 2013 da una delle giurie indipendenti del Festival di Berlino e sponsorizzato dalla fondazione DEFA-Stiftung.
Dedicato al regista e sceneggiatore tedesco Heiner Carow, già membro della Akademie der Künste di Berlino Est e deceduto nel 1997, il premio è destinato a film di produzione tedesca che affrontano rilevanti questioni sociali e politiche. Fino al 2019 è stato assegnato a film e documentari della sezione Panorama, mentre dal 2020 è riservato a produzioni presentate nella sezione Perspektive Deutsches Kino.

## Albo d'oro

### Anni 2010
- 2013: Naked Opera, regia di Angela Christlieb (Germania, Lussemburgo)
- 2014: Meine Mutter, ein Krieg und ich, regia di Johann Feindt e Tamara Trampe (Germania)
- 2015: B-Movie: Lust & Sound in West-Berlin 1979-1989, regia di Jörg A. Hoppe, Heiko Lange e Klaus Maeck (Germania)
- 2016: Greetings from Fukushima (Grüße aus Fukushima), regia di Doris Dörrie (Germania)
- 2017: Fünf Sterne, regia di Annekatrin Hendel (Germania)
- 2018: Styx, regia di Wolfgang Fischer (Germania)
- 2019: Schönheit & Vergänglichkeit, regia di Annekatrin Hendel (Germania)

### Anni 2020
- 2020: Garage People (Garagenvolk), regia di Natalija Yefimkina (Germania)
- 2022: Rafael Starman per la fotografia di Gewalten, regia di Constantin Hatz (Germania)
- 2023: Fabian Stumm per la sceneggiatura di Bones and Names (Germania)